# گئورگ دامیانوف
گئورگ دامیانوف (به آلمانی: Georg Damjanoff) (زاده ۱۲ اکتبر ۱۹۴۵) بازیکن فوتبال بازنشسته اهل آلمان است.